# Староконстантинов
Староконстанти́нов (укр. Старокостянтинів) — город в Хмельницком районе Хмельницкой области Украины.

## Географическое положение
Географические координаты: 49°45’20" с. ш. 27°13’15" в. д., код СПАТУ 6824210100. Город расположен на слиянии трёх рек — Случи (бассейн Припяти), Икопоти и Шаховки, в 48 км от города Хмельницкого. Узел железнодорожных станций (Староконстантинов-1, Староконстантинов-2) и автомобильных дорог.
Территория города относится к Случ-Горинскому физико-географическому району. Рельеф — волнистый, который переходит в равнинный в долинах рек.
На окраине города расположен Староконстантиновский заказник.

## Население
По данным переписи 1926 года, украинцы составляли 48,0 % населения Староконстантинова, евреи — 41,3 %, русские — 5,1 %, поляки — 4,8 %.
По данным переписи 2001 года, украинцы составляли 91,14 % населения Староконстантинова, русские — 6,70 %, поляки — 0,96 %.

### Языковой состав
По данным переписи 1926 года, украинский язык родным назвали 46,5 % населения Староконстантинова, идиш — 39,4 %, русский — 9,5 %, польский — 3,5 %.
Родной язык населения по данным переписи 2001 года:
| Язык       | Численность, чел. | Доля     |
| ---------- | ----------------- | -------- |
| Украинский | 32 218            | 92,01 %  |
| Русский    | 2 611             | 7,46 %   |
| Другое     | 186               | 0,53 %   |
| Итого      | 35 015            | 100,00 % |

Украинский язык является основным и единственным официальным языком Староконстантинова.
По данным Государственной службы статистики Украины в 2023/24 учебном году из 135 705 учащихся в учреждениях общего среднего образования в Хмельницкой области 135 475 (99,83 %) обучались в украиноязычных классах, 230 (0,17 %) — в польскоязычных.

## История
По мнению ряда исследователей, на месте Староконстантинова во времена Киевской Руси находился город Кобуд, относившийся к Болоховской земле и исчезнувший в XIII веке.
Староконстантинов основан в 1525 как село Колыщенец, впервые упомянутое в указе польского короля кременецкому старосте от 5 марта 1505 года, чтобы тот «допустил во владения сёлами Грибенинка, Сахновцы (сейчас сёла в Староконстантиновском районе) и Колищенцы Ивана Лабунского». 5 января 1561 года потомки Лабунского продали Колищенцы князю Константину Острожскому. 26 марта 1561 года Острожский получил от короля Речи Посполитой привилегии на право основания города, ярмарки и магдебургского права для этого города. Первоначально назывался городом Константинов, после основания города Новоконстантинова в 1632 году был переименован в Староконстантинов.

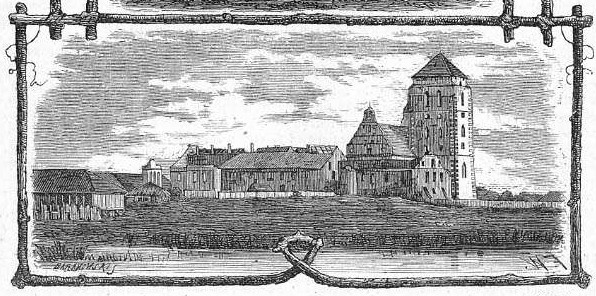
Доминиканский монастырь, гравюра 1873 года

В 1571 году были построены Староконстантиновский замок и укрепления вокруг города. Вокруг города был насыпан земляной крепостной вал, укреплённый брёвнами, были построены каменные башни. Выходом из города были трое ворот: Старицкие на реке Икопоть в сторону Острополя, Меджибожские на реке Случь в сторону Меджибожа, Львовские — в западном направлении. Перед валом был вырыт ров, который соединял между собой реки. На вершине треугольника, на месте слияния рек, был построен каменный замок, который служил укреплением в случае взятия врагом первого ряда укреплений. В западной части замка вместо стены были хозяйственные постройки и церковь, а также башня. В центре замка была построена деревянная сторожевая башня, с высоты которой просматривалось расстояние до 30 км от города для обнаружения приближающихся врагов. О серьёзности укреплений города говорит то, что, начиная с 1575 года, крымским татарам ни разу не удалось взять его приступом, даже в 1618 году, когда на Подолье вторглась тридцатитысячная татарская орда. В 1636 году в замке было семь больших пушек, двадцать четыре пищали, 320 ружей, две бочки пуль, каменный бастион для хранения пороха.
В 1593 году под городом были разбиты войска повстанцев под предводительством Криштофа Косинского, в 1595 и 1596 годах через город проходили войска под предводительством Северина Наливайко.
В 1620 году город перешёл во владения князей Заславских.
После начала в 1648 году восстания Хмельницкого город атаковали отряды повстанцев под командованием Максима Кривоноса, в сентябре 1648 под Староконстантиновым, около села Пилявцы, состоялась битва между повстанцами Богдана Хмельницкого и польской армии под командованием Иеремии Вишневецкого и Доминика Заславского. В городе перед битвой были расквартированы немецкие рейтары.
В 1682 году — город перешёл к князьям Любомирским. В 1649 году после разгрома польских войск отрядами Богдана Хмельницкого в городе был учинён погром, в результате которого было уничтожено около трёх тысяч евреев.

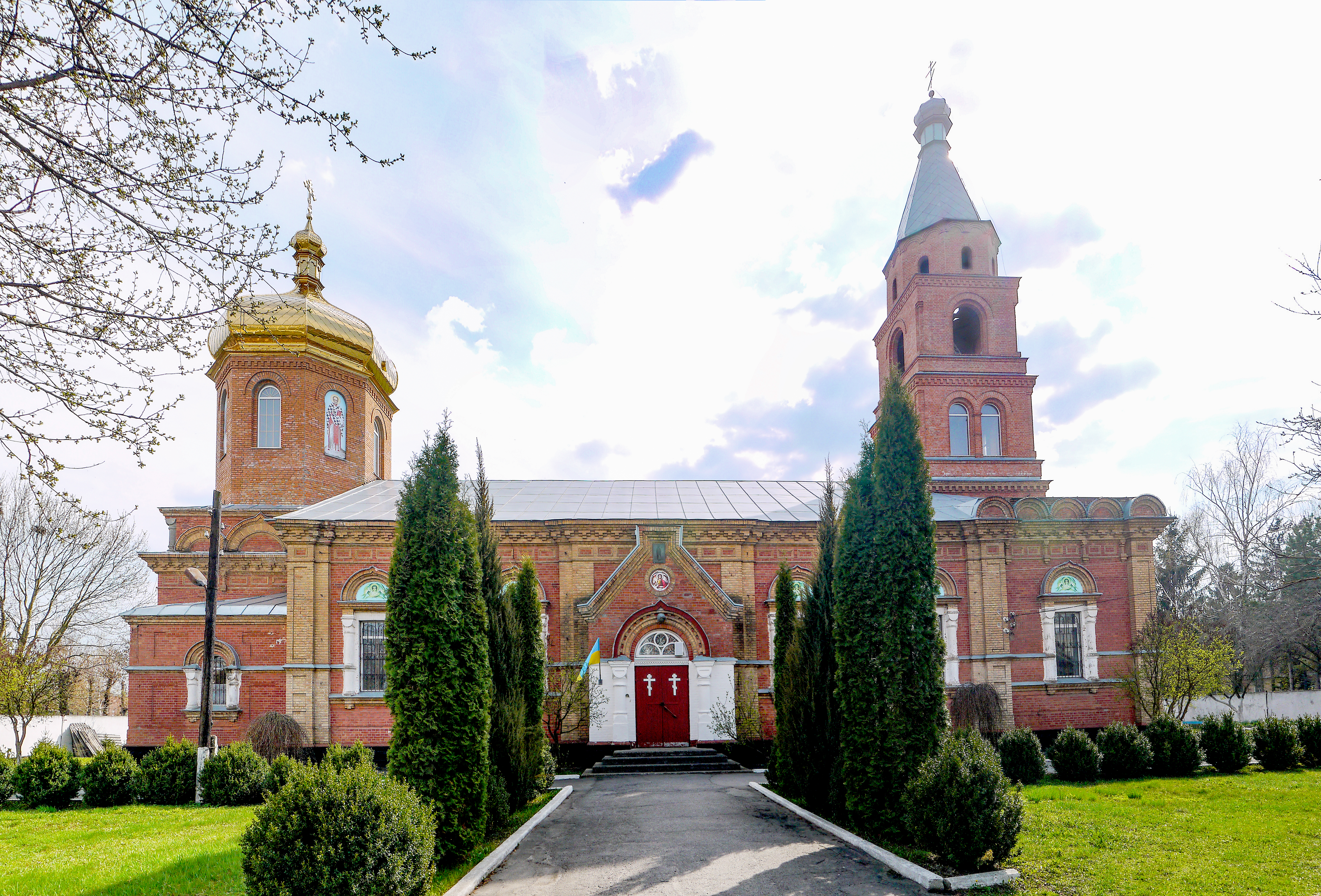
Андреевская церковь XIX ст.

В 1659 году город осаждал гетман Иван Выговский.

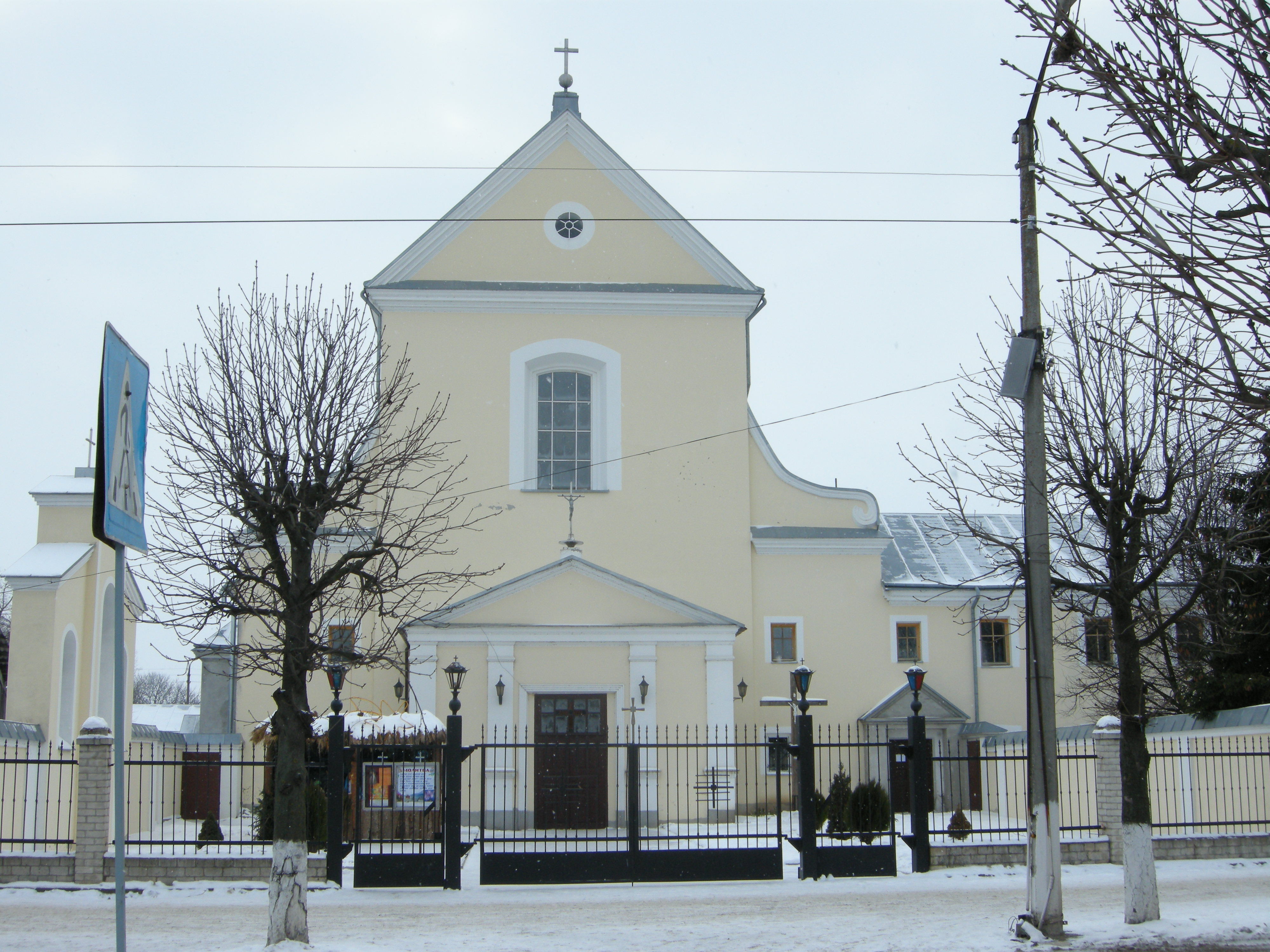
Костёл Св. Иоанна Крестителя монастыря Капуцинов

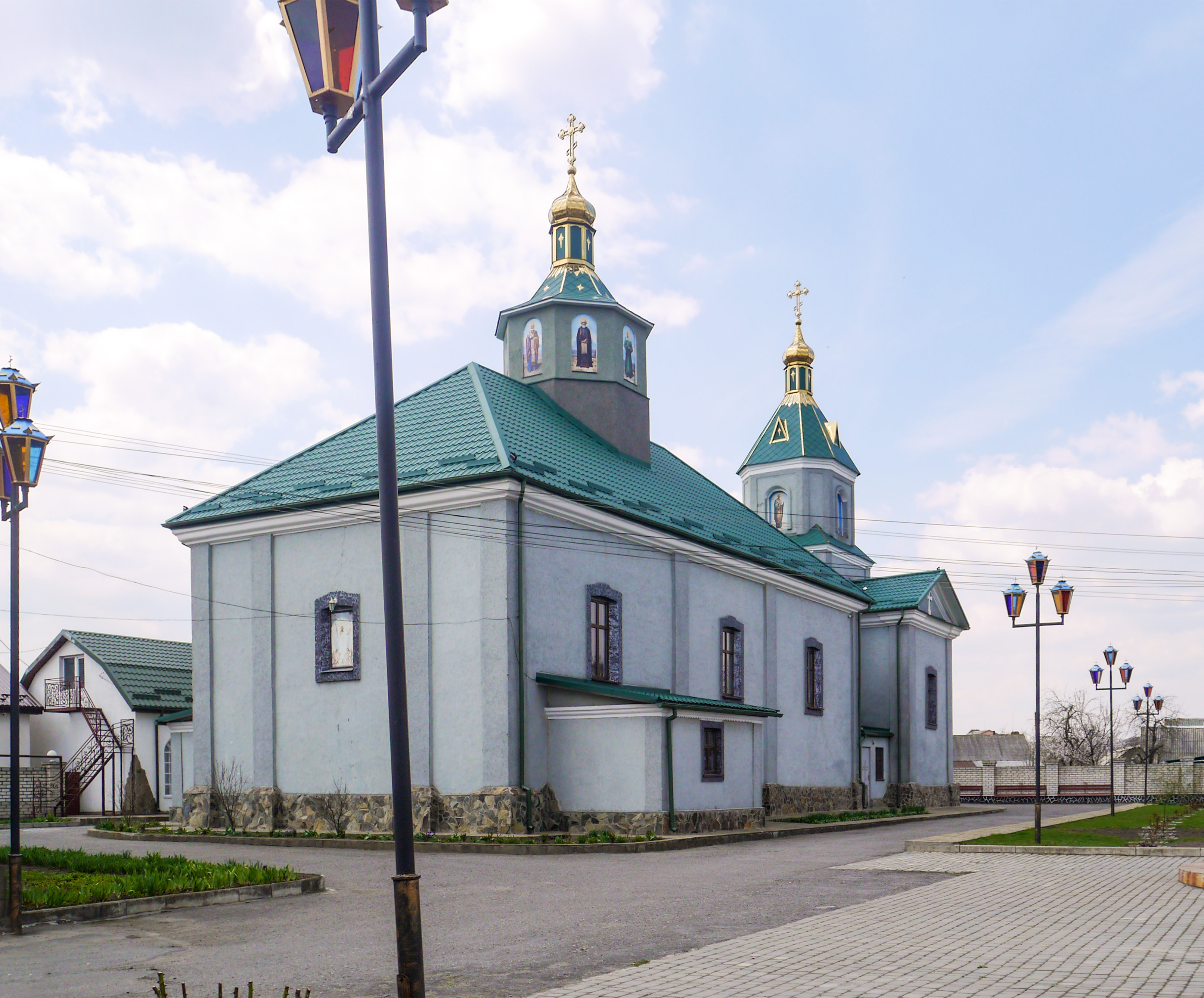
Церковь Рождества Пресвятой Богородицы XVIII ст.

В 1793 году в ходе Третьего раздела Речи Посполитой город вошёл в состав Российской империи и был включён в состав Брацлавской губернии, в 1796 году стал уездным городом Волынской губернии.
В 1827 году в Староконстантинове произошло восстание евреев против закона, обязывающего некоторых евреев к 25 годам службы в армии.
По переписи 1897 года в городе было 16 527 жителей, из них 56 % — евреи, 37 % — православные, 7 % — католики, а также мусульмане и другие. По родному языку распределение следующее: еврейский — 9 164, украинский — 4 886 , русский — 1 402, польский — 773. В городе действовали 7 синагог и еврейских молитвенных домов, 6 православных церквей, католический доминиканский монастырь.
По данным переписи 1926 года, украинцы составляли 48,0 % населения Староконстантинова, евреи — 41,3 %, русские — 5,1 %, поляки — 4,8 %. Украинский язык родным назвали 46,5 % населения города, идиш — 39,4 %, русский — 9,5 %, польский — 3,5 %.
В 1935 году в городе находились управление, 7-й кавалерийский Черниговский Червонного казачества и 8-й кавалерийский Лубенский Червонного казачества полки, 2-й механизированный полк, 2-й конно-артиллерийский полк, 2-й отдельный сапёрный эскадрон, 2-й отдельный эскадрон связи 2-й Черниговской Червонного казачества конной дивизии 1-го кавалерийского корпуса. Командиры дивизии П. П. Григорьев (14.10.1922—1935), Н. Л. Маркевич (10.01.1935-...).,
С 1935 года по 1938 год в городе находилась 22-я механизированная бригада. Командир бригады — Н. И. Живин. 1 сентября 1935 бригада подчинена 7-му кавалерийскому корпусу.
Весной 1936 года 2-я Черниговская Червонного казачества конная дивизия 1-го кавалерийского корпуса выведена и введена в состав 7-го кавалерийского корпуса. Управление дивизии и все части находились в г. Старо-Константинов. Командир дивизии комбриг А. В. Горбатов (11.04.1936—?), комбриг Д. И. Густишев (на 02.1938 г.). В июне 1938 года дивизия переименована в 34-ю кавалерийскую дивизию и передана в состав 4-го кавалерийского корпуса.,
С 1938 года по 1940 год в городе находилось управление Староконстантиновского укреплённого района Киевского Особого военного округа.,
С 1938 года по 16 сентября 1939 года в городе находились управление 34-й кавалерийской дивизии 4-го кавалерийского корпуса и её полки Кавалерийской армейской группы КОВО. Командиры дивизии комбриг Д. И. Густишев (1938), полковник А. В. Герасимов (до 06.1940). 16.09.1939 года дивизия вошла в составе корпуса в Каменец-Подольскую армейскую группу Украинского фронта.,
С середины 1938 года в городе находилась 26-я легкотанковая бригада. Командир бригады — полковник К. А. Семенченко. С 26 июля бригада вошла в состав Винницкой армейской группы.
16 сентября 1939 года Староконстантиновский укреплённый район № 14 вошёл в состав Волочиской армейской группы Украинского фронта.
4 июня 1941 года 14-й Староконстантиновский УР снова сформирован в составе Киевского ОВО.
После начала Великой Отечественной войны 22 июня 1941 УР вошёл в состав Юго-Западного фронта.
С июля 1941 года войска Староконстантиновского укреплённого района вступили в боевые действия против германских войск. В Действующей армии укрепрайон был 22.6—4.12.1941. УР расформирован.,,

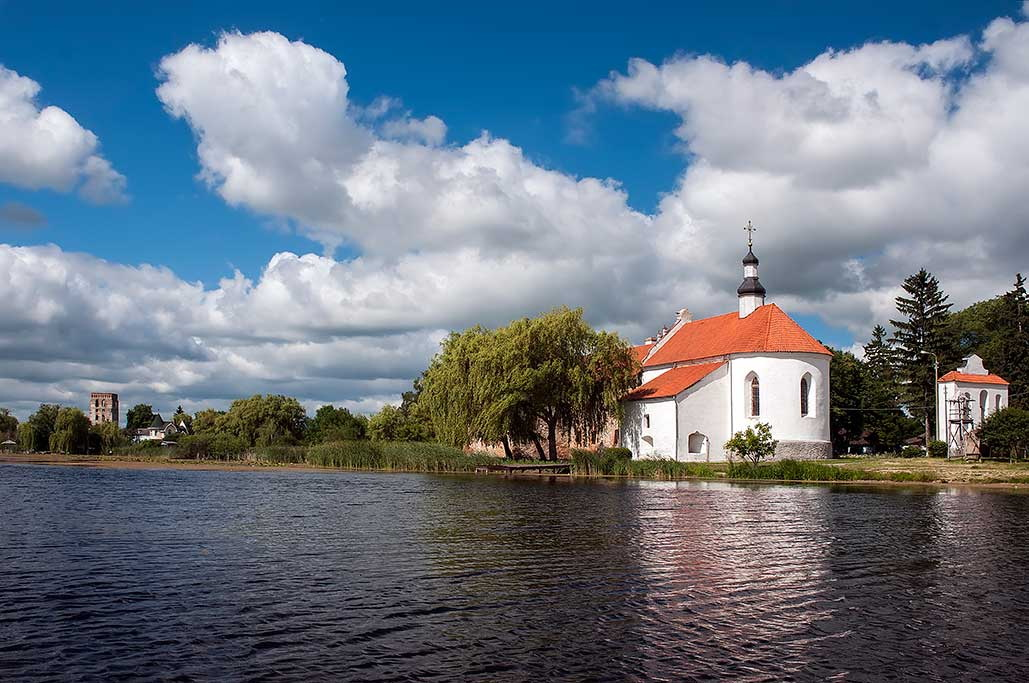
Церковь Пресвятой Троицы

Утром 7 июля 1941 немецкие танки и пехота прорвались к южной окраине города, но были остановлены. Вслед за этим началось немецкое наступление на северо-западной окраине, при отражении которого советские войска захватили пленных из 9-й пехотной дивизии вермахта. В дальнейшем немецкое командование перегруппировало силы и после авианалёта на город (в котором участвовали 50 самолётов люфтваффе) и артиллерийско-миномётного обстрела начало новую атаку. В связи c осложнением обстановки на фронте и выходом немецких танковых частей в район Любара (в тыл оборонявшим город подразделениям 80-й стрелковой дивизии РККА) по приказу командира 37-го стрелкового корпуса С. П. Зыбина вечером 8 июля 1941 года начали отступление, последними утром 9 июля 1941 года покинули город прикрывавшие отход основных сил подразделения 100-го разведбатальона 80-й стрелковой дивизии, и город был оккупирован немецкими войсками.
9 марта 1944 года освобождён от германских войск советскими войсками 1-го Украинского фронта в ходе Проскуровско-Черновицкой операции:
- 1-й гвардейской армии в составе: 94-го стрелкового корпуса (генерал-майор Попов, Иосиф Иванович) в составе: 99-й стрелковой дивизии (полковник Богданов, Иван Михайлович), 30-й сд (полковник Янковский, Виктор Павлович); 68-й гв. сд (генерал-майор Стенин, Владимир Филиппович) 17-го гв. ск (генерал-лейтенант Бондарев, Андрей Леонтьевич); 3-й артдивизии прорыва (генерал-майор арг. Санько, Иван Федосеевич) в составе: 1-й гаубичной артбригады (полковник Добринский, Александр Григорьевич), 5-й противотанковой артбригады (генерал-майор арт. Колосов, Александр Алексеевич), 15-й лёгкой артбригады (полковник Пароваткин, Дмитрий Николаевич), 116-й тяжёлой гаубичной артбригады (полковник Борисов, Борис Кузьмич), 7-й миномётной бригады (генерал-майор арт. Жихарев, Дмитрий Николаевич); 6-й инженерно-сапёрной бригады (полковник Астапов, Александр Васильевич).
- 1-й танковой армии в составе: 11-го гв. танкового корпуса (генерал-лейтенант т/в Гетман, Андрей Лаврентьевич) в составе: 93-й тбр (полковник Доропей, Сергей Клементьевич), 1-го отд. гв. тпп (полковник Буланов, Иван Никитович), 12-го отд. гв. тяжёлого танкового полка (подполковник Ильюшкин, Михаил Иванович), 58-го отд. гв. тяжёлого танкового полка (полковник Пискарев, Пётр Васильевич).
- 2-й воздушной армии в составе: 5-го истребительного авиакорпуса (генерал-майор авц. Галунов, Дмитрий Павлович) в составе: 256-й иад (полковник Герасимов, Николай Семенович), части войск 8-й гв. иад (полковник Давидков, Виктор Иосифович); 4-й гв. шад (подполковник Левадный, Александр Сидорович), 227-й шад (полковник Ложечников, Андрей Александрович).

Войскам, участвовавшим в освобождении Староконстантинова, приказом Верховного Главнокомандующего от 9 марта 1944 года объявлена благодарность и в Москве произведён салют 12-ю артиллерийскими залпами из 124 орудий.
Приказом Верховного Главнокомандующего И. В. Сталина от 19.03.1944 год № 060 в ознаменование одержанной победы соединения и части, отличившиеся в боях за освобождение города Староконстантинов, получили наименование «Староконстантиновских»:,
- 94-й стрелковый корпус (генерал-майор Попов, Иосиф Иванович)
- 58-й отдельный гвардейский танковый полк прорыва (полковник Пискарев, Пётр Васильевич)
- 1-я гаубичная артиллерийская бригада (полковник Добринский, Александр Григорьевич)
- 5-я пушечная артиллерийская бригада (генерал-майор арт. Колосов, Александр Алексеевич)
- 6-я инженерно-сапёрная бригада (полковник Астапов, Александр Васильевич)
- 32-й Староконстантиновский истребительный авиационный полк (подполковник Петрунин, Андрей Степанович)
- 90-й гвардейский штурмовой авиационный полк (полковник Ищенко, Михаил Арсентьевич)
- 167-й гвардейский штурмовой авиационный полк (подполковник Ломовцев, Дмитрий Леонтьевич).[28]

Известна трагическая история об освобождении города от фашистских захватчиков в период Великой Отечественной войны. В военных действиях принимали участие более тысячи местных жителей, которые захоронены в 4 братских могилах. В городе установлены три памятника, посвященные воинам. После вывода советских войск из Афганистана в мемориале появилась стела в память о погибших, исполняя свой интернациональный долг.
С 1999 года Староконстантинов имеет статус города областного значения.

## Промышленность
Завод «Металлист» (Блок-мастер), завод железобетонных шпал, завод кузнечно-прессового оборудования, комбикормовый завод, пищевая промышленность (элеватор, ЗАО «Хлебозавод», ТОО «Агропромсервис», ТОО «Старконмолоко» и пр.), производство мебели ООО «Ясень», ООО «Энселко-Агро» и др.

## Образование и культура

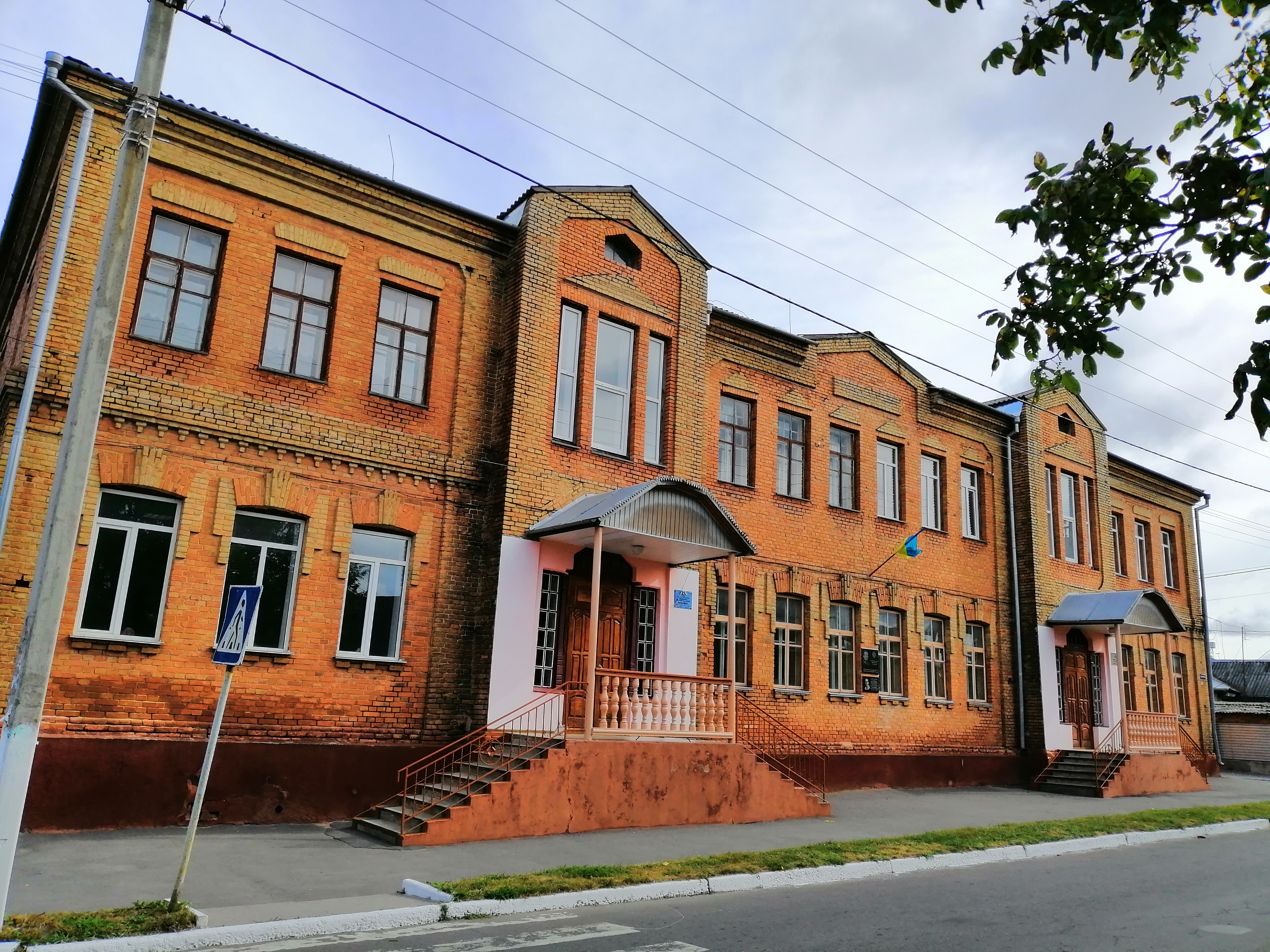
Городская гимназия

В Староконстантинове работают 9 школ, в том числе одна гимназия и один лицей (СПТУ № 1).
Одарённая молодёжь города имеет возможность развивать свои таланты в детских художественной и музыкальной школах.
В городе насчитывается около полутора десятков библиотек, в том числе районная и городская, взрослая и детская, школьные библиотеки.
В городе работают кинотеатр и районный историко-краеведческий музей.

## Спорт
В Староконстантинове созданы команды по игровым видам спорта:
- футбол — детско-юношеский футбольный клуб «Виктория», детско-юношеский футбольный клуб «Случь», детско-юношеский футбольный клуб «Старкон», футбольный клуб «Случь», команда ДЮСШ разных возрастных групп;
- волейбол — команда «Авиатор», команда ДЮСШ;
- баскетбол — команда ЗОШ № 7 (юноши, девушки).

## Авиационная база

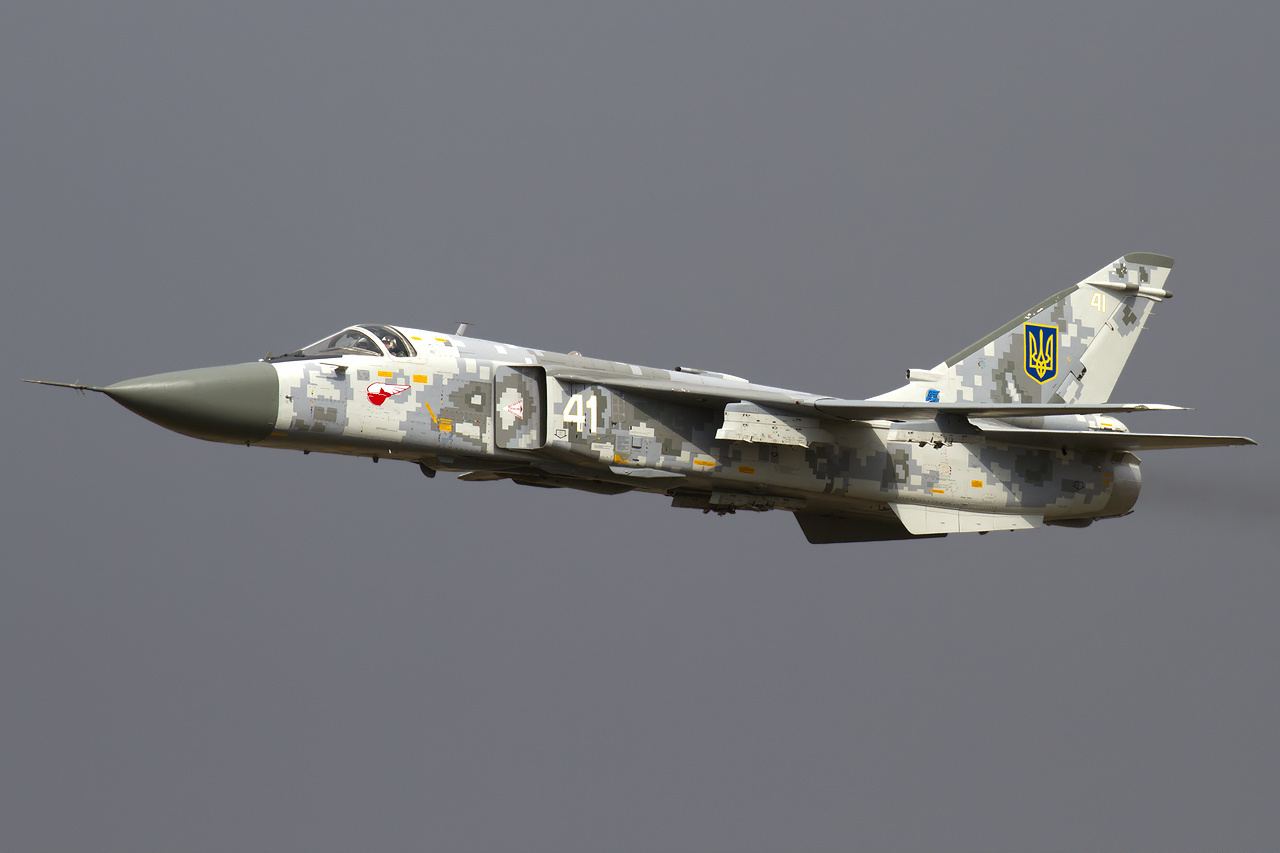
Су-24М в Староконстантинове

Аэродром расположен на окраине города. 1 июля 1966 года на смену 733-му бомбардировочному авиационному полку, перебазировавшемуся на аэродром Домна в Сибирь, на аэродроме был сформирован 7-й бомбардировочный авиационный полк. 733 БАП оставил для созданного подразделения часть своих Ил-28. В 1974 году полк получил бомбардировщики Як-28, а в декабре 1977 года Су-24, впоследствии в 1985 году начался переход части на Су-24М, завершившийся в 1988 году.
Сейчас здесь расположена 7-я бригада тактической авиации воздушного командования «Запад» Воздушных Сил Украины.

## Достопримечательности

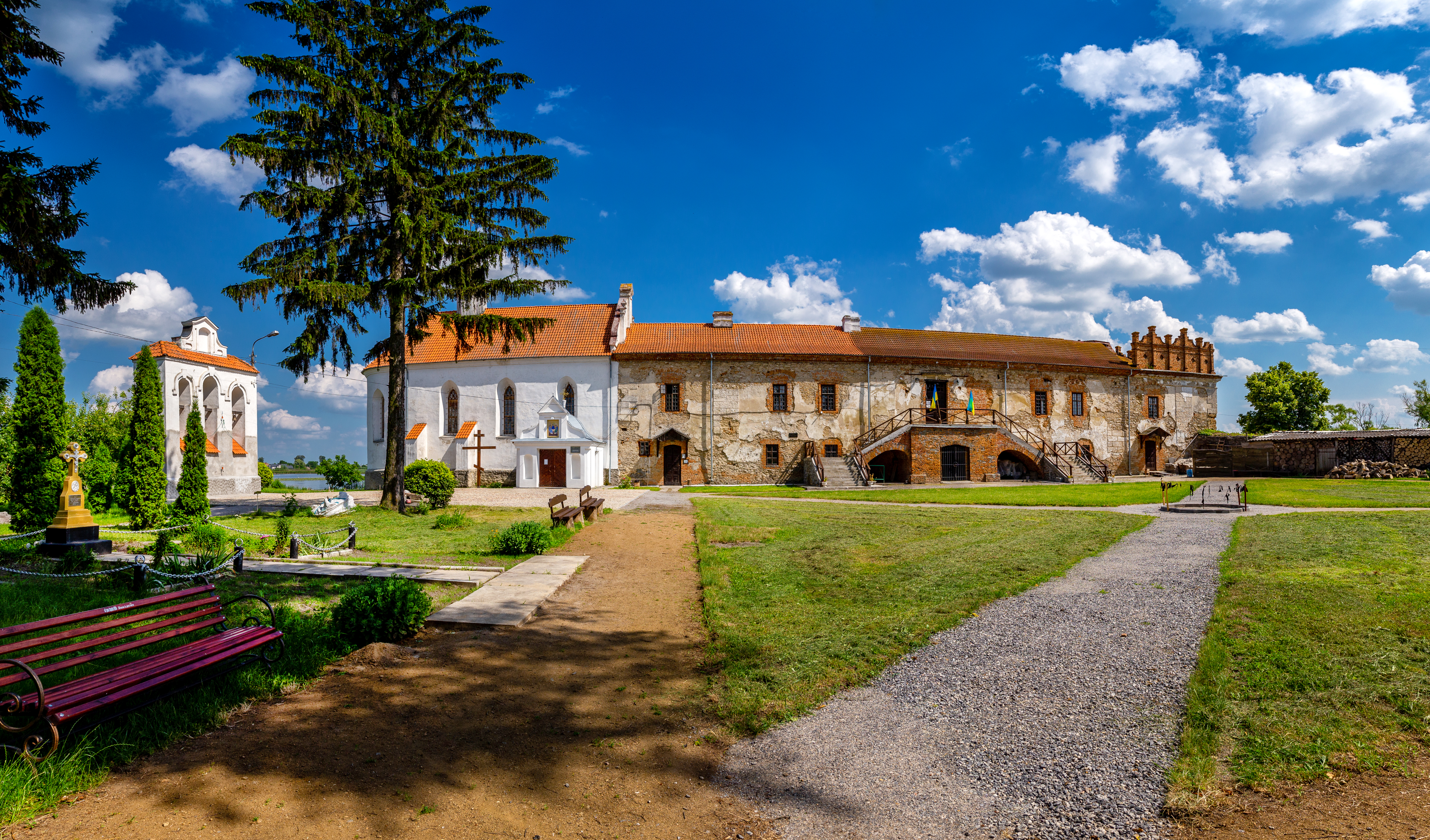
Староконстантиновский замок

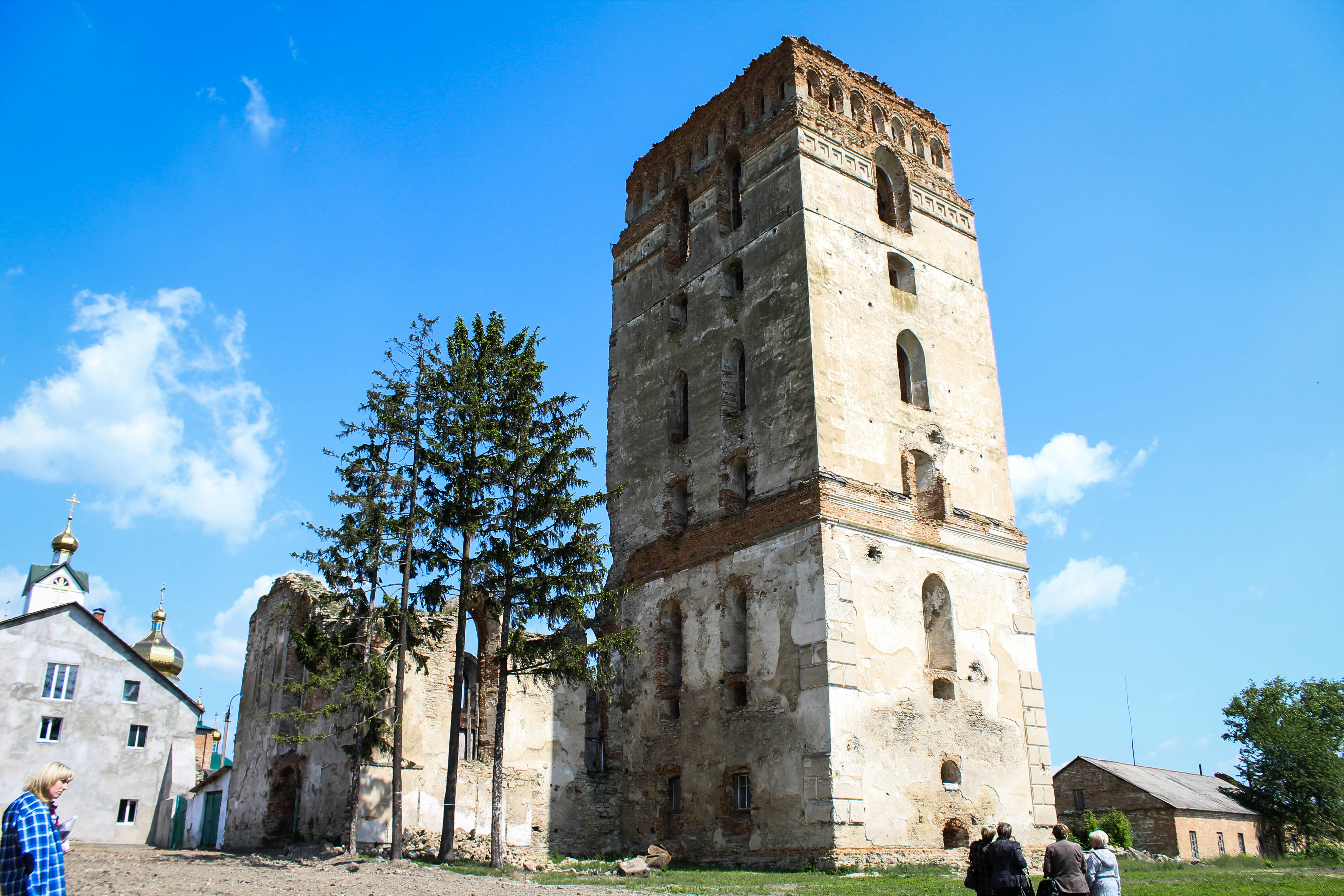
Костёл Матери Божьей Громничей и доминиканский монастырь

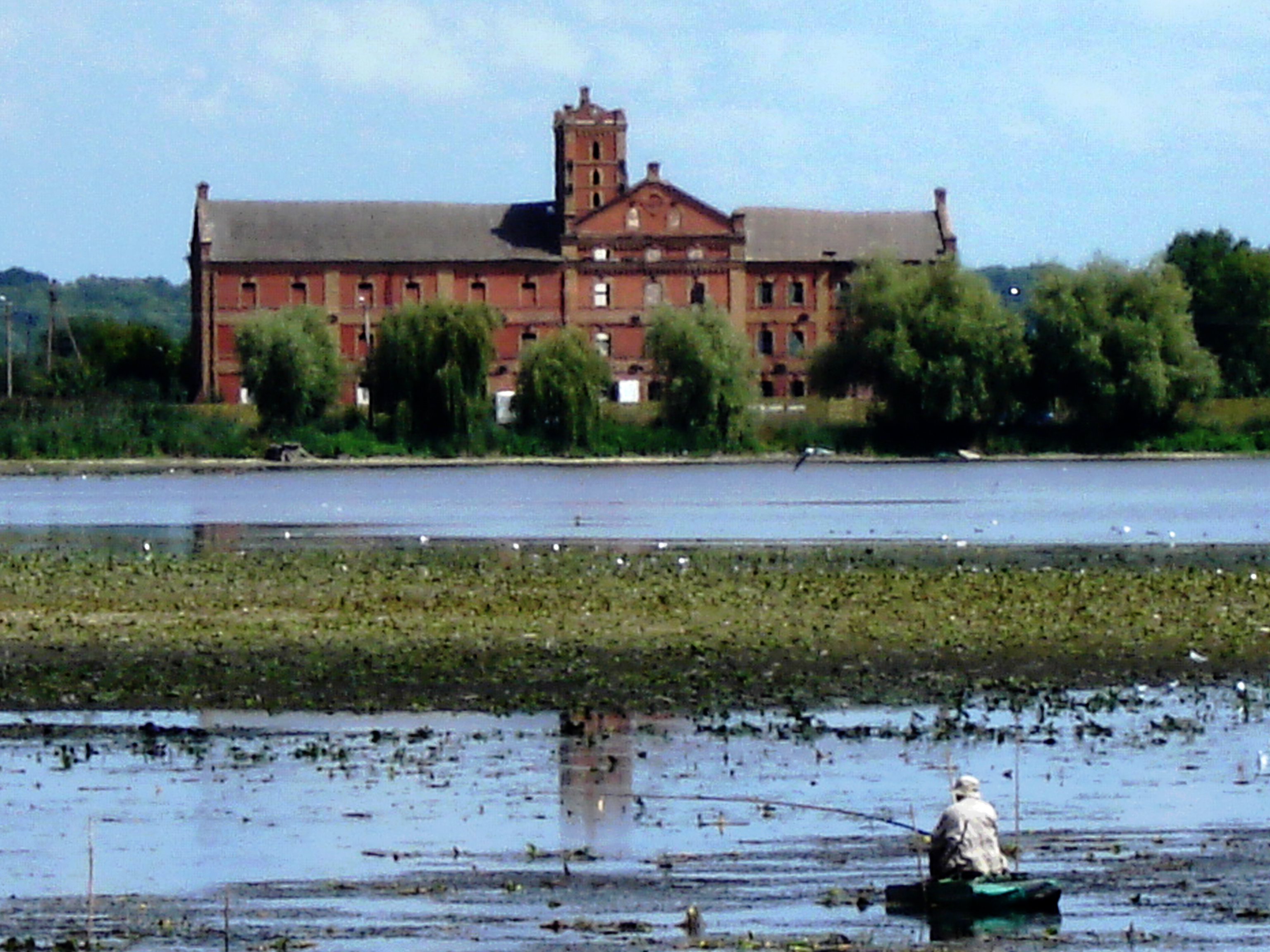
Водяная мельница

Согласно данным управления культуры, туризма и курортов Хмельницкой облгосадминистрации, в городе Староконстантинов Хмельницкой области находится 12 памятников истории и 3 памятника архитектуры. Сайт «Энциклопедия памятников» приводит большее их количество.
- Староконстантиновский замок, включающий руины Оборонной башни XVI—XVII веков.
- Костёл Матери Божьей Громничей и доминиканский монастырь, сооружённый в 1754 году, представляет собой характерный пример позднебарочной архитектуры.
- Костёл Св. Иоанна Крестителя монастыря Капуцинов
- Водяная мельница XIX века, монументальное здание из красного кирпича, является примером индустриальной архитектуры эпохи модерна.
- Ротонда-беседка с бюстом князя К. Острожского (1995);
- Андреевская церковь XIX века;
- Церковь Рождества Пресвятой Богородицы (1807).

Новейшим памятником города является памятник жертвам голодомора 1932—1933 годов (2008), а также мемориальный памятник героям АТО.
Кроме выдающихся историко-архитектурных памятников, в Староконстантинове можно увидеть немногочисленные образцы старой (дореволюционной) застройки, преимущественно образцы так называемого городкового модерна.
В Староконстантинове находится Крестовоздвиженский монастырь Хмельницкой и Староконстантиновской епархии Украинской православной церкви (Московского патриархата).

## Известные уроженцы
- Каплун, Сергей Ильич (1897—1943) — советский учёный-медик, врач, гигиенист, основатель научной школы, организатор первой кафедры гигиены труда.
- Кондратюк, Николай Кондратьевич (1931—2006) — советский и украинский оперный певец, народный артист СССР (1978);
- Каратаев, Владимир Александрович (род. 1955) — советский и российский альпинист, заслуженный мастер спорта СССР;
- Гольдфаден, Абрам (1840—1908) — основатель профессионального театра на идише, драматург, поэт;
- Готлобер, Авраам Бер (1811—1899) — еврейский поэт, публицист;
- Демин Роман Сергеевич — украинский режиссёр-документалист;
- Маньковский Юзеф — художник;
- Николай Прус Вецковський — польский военный деятель;
- Силин Анатолий Юрьевич — украинский военный деятель;
- Силин Владимир Юрьевич — украинский военный деятель;
- Чаговец, Всеволод Андреевич — украинский театровед, театральный критик и либреттист;
- Шмидт Вера Фёдоровна — советский психоаналитик;
- Радушинская Оксана Петровна — журналистка и поэтесса;
- Севернюк, Тамара Артёмовна — поэтесса, переводчик, публицист, журналист.
- Шахнович Моисей Давидович — Герой Советского Союза